# Theodotos I.

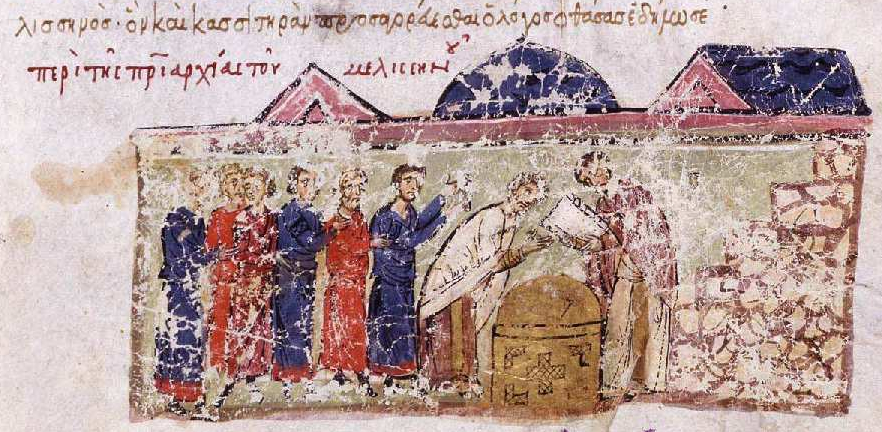
Weihe des Patriarchen Theodotos (Madrider Bilderhandschrift des Skylitzes)

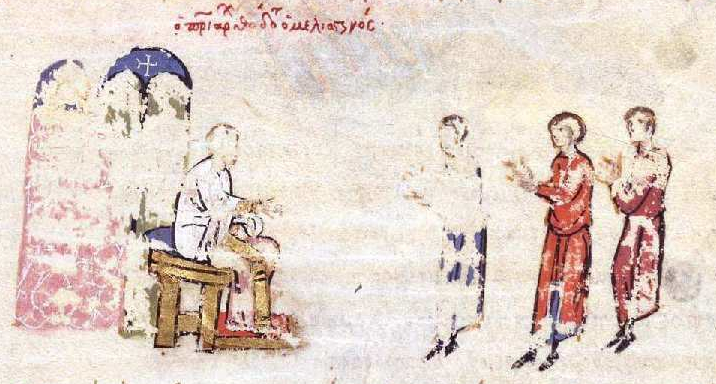
Als Patriarch propagiert Theodotos den Ikonoklasmus (Madrider Bilderhandschrift des Skylitzes)

Theódotos I. Melissēnós (Θεόδοτος Μελισσηνός, † 820/821 wahrscheinlich in Konstantinopel) war von 815 bis 820/821 Ökumenischer Patriarch von Konstantinopel. Melissenos war sein Familienname; sein Beiname lautete ho Kassiterãs (ὁ Κασσιτερᾶς) „Kesselflicker.“

## Leben
Theodotos’ Vater, der Patrikios Michael Melissenos, war ein Schwager des Kaisers Konstantin V. Deshalb ist anzunehmen, dass Theodotos eine standesgemäße gute Erziehung erhielt und die Angabe der byzantinischen Quellen, er sei ganz ungebildet gewesen, als üble Nachrede einzuordnen ist. Vermutlich war er in der kaiserlichen Verwaltung tätig; eine Quelle bezeichnet ihn als Protasekretis, Vorsteher der kaiserlichen Kanzlei. Nachdem Kaiser Leon V. den Patriarchen Nikephoros I. abgesetzt hatte, weil dieser sich seiner bilderfeindlichen Kirchenpolitik widersetzt hatte, wurde Theodotos als dessen Nachfolger bestimmt; er war allerdings nicht der Kandidat des Kaisers, sondern des Senats. Theodor Studites und sein Kreis protestierten, ansonsten scheinen die Neuerungen aber relativ wenig Widerstand gefunden zu haben.
Am Ostersonntag, dem 1. April 815, wurde Theodotos zum Patriarchen gewählt. Im Anschluss daran leitete er ein Konzil, das in der Hagia Sophia in Konstantinopel tagte. Die Akten sind nur fragmentarisch erhalten; daraus geht hervor, dass das Konzil von Nicäa 787 für ungültig erklärt wurde und die Beschlüsse der ikonoklastischen Synode von Hiereia 754 bekräftigt wurden. Bischöfe und Patriarchen, die Ikonen verehrten, wurden mit dem Anathema belegt und verbannt. Der Zweite Ikonoklasmus, der mit diesem Konzil sein Programm formulierte, betrat Neuland, indem er theologisch und theoretisch argumentierte; Bilderverehrung wurde nicht zum Götzendienst erklärt, es gab auf dem Konzil keine Aussagen zur Zerstörung von Bildern.
Als Patriarch bemühte sich Theodotos mit einigem Erfolg um einen Kompromiss mit den Ikonenverehrern und bot diesen Bischöfen an, einmalig die Liturgie gemeinsam mit ihm zu feiern und auf diese Weise zum Ausdruck zu bringen, dass sie ihn als Patriarchen anerkannten. Der Sieg der Byzantiner über die Bulgaren im Jahr 816 war für einige Bischöfe der Anlass, diesen Schritt zu vollziehen.
Am Weihnachtstag 820 wurde der Kaiser ermordet, und Theodotos krönte dessen Nachfolger Michael II. womöglich noch am Abend des 25. Dezember. Er selbst starb um die Jahreswende 820/821.
Das Amtssiegel des Patriarchen Theodotos I. ist erhalten; es zeigt auf der Vorderseite ein Kreuzmonogramm und auf der Rückseite die Inschrift Κύριε βοήθει Θεοδότῳ πατριάρχῃ Κωνσταντινουπόλεως, „Herr, hilf dem Theodotos, dem Patriarchen von Konstantinopel!“
Interessant ist die Darstellung der Amtszeit des Theodotos in der Madrider Bilderhandschrift des Skylitzes. Das Bildprogramm entspricht nämlich nicht dem Text, der von den Leiden der orthodoxen Ikonenverehrer handelt und Theodotos als „Unwürdigen“ auf dem Patriarchenthron bezeichnet. Seine Weihe wird aber als ganz normale kirchliche Zeremonie ins Bild gesetzt, genau wie die Patriarchenweihe des orthodoxen Bilderverehrers Methodios im gleichen Manuskript. Die Szene, wie Theodoros öffentlich den Ikonoklasmus propagiert, zeigt einen sitzenden Kleriker, der zu drei stehenden, bartlosen Männern spricht.